# Metachrostis nannata
Metachrostis nannata là một loài bướm đêm trong họ Erebidae.